# 11123 Aliciaclaire
11123 Aliciaclaire (1996 RT24) là một tiểu hành tinh vành đai chính được phát hiện ngày 8 tháng 9 năm 1996 bởi JPL/GEODSS Near-Earth Asteroid Tracking team ở Haleakala.